# Biathlon-Europameisterschaften 2014
Die 21. Biathlon-Europameisterschaften (offiziell: IBU Open European Championships Biathlon 2014) fanden vom 27. Januar bis 4. Februar 2014 im tschechischen Wintersportort Nové Město na Moravě statt. Die Wettbewerbe wurden in der Vysočina-Arena und auf den umliegenden Rennstrecken ausgetragen.
Die Vergabe erfolgte durch die Internationale Biathlon-Union im Februar 2013. Die Stadt richtete bereits die kontinentalen Titelkämpfe 2008, die Juniorenweltmeisterschaften 2011 sowie die Weltmeisterschaften 2013 aus.
Für komplette Resultate siehe Biathlon-Europameisterschaften 2014/Resultate.

## Zeitplan
| Datum            | Männer                    | Männer                                           | Frauen                                           | Frauen                                           |
| ---------------- | ------------------------- | ------------------------------------------------ | ------------------------------------------------ | ------------------------------------------------ |
| 27. Januar (Mo.) | Training, Jurywahl        | Training, Jurywahl                               | Training, Jurywahl                               | Training, Jurywahl                               |
| 28. Januar (Di.) | Training, Eröffnungsfeier | Training, Eröffnungsfeier                        | Training, Eröffnungsfeier                        | Training, Eröffnungsfeier                        |
| 29. Januar (Mi.) | 13:30                     | Einzel Junioren (15 km)                          | 10:00                                            | Einzel Juniorinnen (12,5 km)                     |
| 30. Januar (Do.) | 13:30                     | Einzel (20 km)                                   | 10:00                                            | Einzel (15 km)                                   |
| 31. Januar (Fr.) | 13:00                     | Sprint Junioren (10 km)                          | 10:00                                            | Sprint Juniorinnen (7,5 km)                      |
| 1. Februar (Sa.) | 12:45                     | Sprint (10 km)                                   | 09:30                                            | Sprint (7,5 km)                                  |
| 2. Februar (So.) | 12:30                     | Verfolgung (12,5 km)                             | 09:15                                            | Verfolgung (10 km)                               |
| 2. Februar (So.) | 13:30                     | Verfolgung Junioren (12,5 km)                    | 10:15                                            | Verfolgung Juniorinnen (10 km)                   |
| 3. Februar (Mo.) | 12:00                     | Mixed-Staffel Junioren (2 × 6 km und 2 × 7,5 km) | Mixed-Staffel Junioren (2 × 6 km und 2 × 7,5 km) | Mixed-Staffel Junioren (2 × 6 km und 2 × 7,5 km) |
| 4. Februar (Di.) | 13:00                     | Staffel (4 × 7,5 km)                             | 10:00                                            | Staffel (4 × 6 km)                               |

## Ergebnisse

### Frauen
| Rang | Name                 |
| ---- | -------------------- |
| 1    | Marte Olsbu          |
| 2    | Victoria Padial      |
| 3    | Jana Bondar          |
| 4    | Sophie Boilley       |
| 5    | Galina Netschkassowa |
| 6    | Ane Skrove Nossum    |
| 7    | Vanessa Hinz         |
| 8    | Bente Landheim       |
| 9    | Federica Sanfilippo  |
| 10   | Jacquemine Baud      |

| Rang | Name                 |
| ---- | -------------------- |
| 1    | Mona Brorsson        |
| 2    | Victoria Padial      |
| 3    | Darja Wirolainen     |
| 4    | Anna Nikulina        |
| 5    | Bente Landheim       |
| 6    | Jacquemine Baud      |
| 7    | Marte Olsbu          |
| 8    | Ane Skrove Nossum    |
| 9    | Olga Podtschufarowa  |
| 10   | Galina Netschkassowa |

| Rang | Name                 |
| ---- | -------------------- |
| 1    | Audrey Vaillancourt  |
| 2    | Nastassja Kalina     |
| 3    | Iryna Kryuko         |
| 4    | Galina Netschkassowa |
| 5    | Darja Wirolainen     |
| 6    | Kristel Viigipuu     |
| 7    | Fanny Horn           |
| 8    | Sophie Boilley       |
| 9    | Iryna Warwynez       |
| 10   | Olga Podtschufarowa  |

| Rang | Name                                                                              |
| ---- | --------------------------------------------------------------------------------- |
| 1    | BelarusIryna Kryuko Ala Talkatsch Aksana Schymanowitsch Nastassia Kalina          |
| 2    | DeutschlandKarolin Horchler Annika Knoll Vanessa Hinz Maren Hammerschmidt         |
| 3    | NorwegenAne Skrove Nossum Hilde Fenne Bente Landheim Marte Olsbu                  |
| 4    | RusslandAnastassija Sagoruiko Anna Nikulina Darja Wirolainen Galina Netschkassowa |
| 5    | FrankreichColine Varcin Jacquemine Baud Enora Latuillière Sophie Boilley          |

### Männer
| Rang | Name                   |
| ---- | ---------------------- |
| 1    | Lars Helge Birkeland   |
| 2    | Maxim Zwetkow          |
| 3    | Andrejs Rastorgujevs   |
| 3    | David Komatz           |
| 5    | Benedikt Doll          |
| 6    | Michael Reiter         |
| 7    | Michal Krčmář          |
| 8    | Milanko Petrović       |
| 9    | Timofei Lapschin       |
| 9    | Quentin Fillon Maillet |

| Rang | Name                   |
| ---- | ---------------------- |
| 1    | Maxim Zwetkow          |
| 2    | Lars Helge Birkeland   |
| 3    | Anton Babikow          |
| 4    | Benedikt Doll          |
| 5    | Timofei Lapschin       |
| 6    | Quentin Fillon Maillet |
| 7    | Scott Gow              |
| 8    | David Komatz           |
| 9    | Witalij Kiltschyzkyj   |
| 10   | Florian Graf           |

| Rang | Name                   |
| ---- | ---------------------- |
| 1    | Andrejs Rastorgujevs   |
| 2    | Benedikt Doll          |
| 3    | Maxim Zwetkow          |
| 4    | Quentin Fillon Maillet |
| 5    | Erlend Bjøntegaard     |
| 6    | Michael Willeitner     |
| 7    | Lars Helge Birkeland   |
| 8    | Florian Graf           |
| 9    | Scott Gow              |
| 10   | Kristoffer Skjelvik    |

| Rang | Name                                                                                         |
| ---- | -------------------------------------------------------------------------------------------- |
| 1    | ÖsterreichLorenz Wäger Michael Reiter Peter Brunner David Komatz                             |
| 2    | NorwegenKristoffer Skjelvik Vetle Ravnsborg Gurigard Erlend Bjøntegaard Lars Helge Birkeland |
| 3    | DeutschlandMichael Willeitner Matthias Bischl Benedikt Doll Florian Graf                     |
| 4    | RusslandSergei Korastylew Timofei Lapschin Anton Babikow Maxim Zwetkow                       |
| 5    | UkraineOleksandr Dachno Ruslan Tkalenko Dmytro Russinow Witalij Kiltschyzkyj                 |

### Medaillenspiegel
Stand nach 8 von 8 Wettkämpfen
| Platz | Land        | Gold | Silber | Bronze | Gesamt |
| ----- | ----------- | ---- | ------ | ------ | ------ |
| 1     | Norwegen    | 2    | 2      | 1      | 5      |
| 2     | Russland    | 1    | 1      | 3      | 5      |
| 3     | Belarus     | 1    | 1      | 1      | 3      |
| 4     | Lettland    | 1    | 0      | 1      | 2      |
| 4     | Österreich  | 1    | 0      | 1      | 2      |
| 6     | Kanada      | 1    | 0      | 0      | 1      |
| 6     | Schweden    | 1    | 0      | 0      | 1      |
| 8     | Deutschland | 0    | 2      | 1      | 3      |
| 9     | Spanien     | 0    | 2      | 0      | 2      |
| 10    | Ukraine     | 0    | 0      | 1      | 1      |

### Juniorenrennen

#### Juniorinnen
| Rang | Name                    |
| ---- | ----------------------- |
| 1    | Tuuli Tomingas          |
| 2    | Swetlana Mironowa       |
| 3    | Uljana Kaischewa        |
| 4    | Coline Varcin           |
| 5    | Jewgenija Pawlowa       |
| 6    | Anastassija Jewsjunina  |
| 7    | Anastassija Merkuschyna |
| 8    | Luise Kummer            |
| 9    | Dunja Zdouc             |
| 10   | Lisa Vittozzi           |

| Rang | Name                   |
| ---- | ---------------------- |
| 1    | Swetlana Mironowa      |
| 2    | Uljana Kaischewa       |
| 3    | Dunja Zdouc            |
| 4    | Jewgenija Pawlowa      |
| 5    | Luise Kummer           |
| 6    | Anastassija Jewsjunina |
| 7    | Coline Varcin          |
| 8    | Julija Schurawok       |
| 9    | Kristina Iltschenko    |
| 10   | Lisa Vittozzi          |

| Rang | Name                    |
| ---- | ----------------------- |
| 1    | Anastassija Jewsjunina  |
| 2    | Anastassija Merkuschyna |
| 3    | Lisa Vittozzi           |
| 4    | Christina Rieder        |
| 5    | Luise Kummer            |
| 6    | Anna Kubek              |
| 7    | Jekaterina Muralejewa   |
| 8    | Dunja Zdouc             |
| 9    | Julija Bryhynez         |
| 10   | Julija Schurawok        |

#### Junioren
| Rang | Name                 |
| ---- | -------------------- |
| 1    | Raman Jaliotnau      |
| 2    | Adam Václavík        |
| 3    | Maikol Demetz        |
| 4    | Artem Tyschtschenko  |
| 5    | Alexander Powarnizyn |
| 6    | Aljaksandr Marchanka |
| 7    | Tomáš Vojik          |
| 8    | Dany Chavoutier      |
| 9    | Miha Dovžan          |
| 10   | Andrij Dozenko       |

| Rang | Name                   |
| ---- | ---------------------- |
| 1    | Alexander Powarnizyn   |
| 2    | Artem Tyschtschenko    |
| 3    | Adam Václavík          |
| 4    | Aljaksandr Martschanka |
| 5    | Clément Dumont         |
| 6    | Dany Chavoutier        |
| 7    | Anton Sinapow          |
| 8    | Aristide Bègue         |
| 9    | Iwan Aljochin          |
| 10   | Miha Dovžan            |

| Rang | Name                 |
| ---- | -------------------- |
| 1    | Rene Zahkna          |
| 2    | Iwan Aljochin        |
| 3    | Artem Tyschtschenko  |
| 4    | Anton Sinapow        |
| 5    | Fabien Claude        |
| 6    | Raman Jaliotnau      |
| 7    | Aristide Bègue       |
| 8    | Alexander Powarnizyn |
| 9    | Anton Myhda          |
| 10   | Clément Dumont       |

#### Mixed
| Mixed-Staffel |                                                                                     |
| \| Rang \| Name \| \| ---- \| ----------------------------------------------------------------------------------- \| \| 1 \| UkraineJulija Bryhynez Julija Schurawok Andrij Dozenko Artem Tyschtschenko \| \| 2 \| RusslandAnastassija Jewsjunina Uljana Kaischewa Eduard Latypow Alexander Powarnizyn \| \| 3 \| EstlandMeril Beilmann Tuuli Tomingas Johan Talihärm Rene Zahkna \| \| 4 \| FinnlandJessika Rolig Meri Maijala Antti Repo Mikael Koivunen \| \| 5 \| ÖsterreichDunja Zdouc Simone Kupfner Christoph Nöckler Nikolaus Leitinger \| |                                                                                     |
| Rang | Name                                                                                |
| 1 | UkraineJulija Bryhynez Julija Schurawok Andrij Dozenko Artem Tyschtschenko          |
| 2 | RusslandAnastassija Jewsjunina Uljana Kaischewa Eduard Latypow Alexander Powarnizyn |
| 3 | EstlandMeril Beilmann Tuuli Tomingas Johan Talihärm Rene Zahkna                     |
| 4 | FinnlandJessika Rolig Meri Maijala Antti Repo Mikael Koivunen                       |
| 5 | ÖsterreichDunja Zdouc Simone Kupfner Christoph Nöckler Nikolaus Leitinger           |

### Medaillenspiegel Junioren
Stand nach 7 von 7 Wettkämpfen
| Platz | Land       | Gold | Silber | Bronze | Gesamt |
| ----- | ---------- | ---- | ------ | ------ | ------ |
| 1     | Russland   | 3    | 4      | 1      | 8      |
| 2     | Estland    | 2    | 0      | 1      | 3      |
| 3     | Ukraine    | 1    | 2      | 1      | 4      |
| 4     | Belarus    | 1    | 0      | 0      | 1      |
| 5     | Tschechien | 0    | 1      | 1      | 2      |
| 6     | Italien    | 0    | 0      | 2      | 2      |
| 7     | Österreich | 0    | 0      | 1      | 1      |